# Ernst Bertheau
Ernst Bertheau, född den 23 november 1812 i Hamburg, död den 17 maj 1883 i Göttingen, var en tysk orientalist och exeget, bror till Carl Bertheau den äldre, farbror till Carl Bertheau den yngre.
Bertheau blev 1839 privatdocent i Göttingen, 1842 extra ordinarie, 1843 ordinarie professor i filosofiska fakulteten. Han författade: Die sieben Gruppen mosaischer Gesetze (Göttingen 1840) och Zur Geschichte der Israeliten (samma plats 1842), dessutom kommentarer till Domarboken och Rut (Leipzig 1845, 2:a upplagan 1883), Ordspråksboken (samma plats 1847, 2:a upplagan utgiven av Nowack), Krönikeböckerna (samma plats 1854, 2:a upplagan 1873), Esra, Nehemja och Ester (samma plats 1862, 2:a upplagan 1887). Han ombesörjde även en utgåva av den syriska grammatiken av Bar-Hebräus med översättning och kommentar (Göttingen 1843).